# Rabenschrey
Rabenschrey est un groupe allemand de medieval rock tendance musiques du monde, originaire de Rhénanie-du-Nord-Westphalie. Durant son existence, Rabenschrey est signé chez Totentanz, un label en partenariat avec Soulfood. Leurs chansons son librement téléchargeables.

## Histoire
Le groupe est formé en 2000 par Peter Wohlers (Donar von Rabenschrey) et O'Connor. Les luths et les tambours forment initialement la base instrumentale, mais les voix devaient jouer un rôle important. À partir de 2008, de plus en plus de guitares électriques, de basses et de tambours sont utilisés, de sorte que le style se développe dans une direction plus complexe, influencée par le heavy metal. Le groupe ne catégorise plus son style de « folk médiéval païen », mais de « metalalter ».
En plus d'apparitions typiques de tels groupes sur les marchés médiévaux, Rabenschrey joue également souvent dans des clubs et des festivals tels que le Wave-Gotik-Treffen en 2006 à Leipzig, le Burgfolk Festival en 2007 à Mülheim an der Ruhr, le Horn Festival de 2008 à Brande-Hörnerkirchen, les éditions du Wacken Open Air de 2009, 2011 et 2013, le Steiner Castle Festival 2010, l'Eisheiligen Nacht à Osnabrück et bien d'autres. Ils partent en tournée entre 2008 et 2009,.
Le 10 janvier 2014, Rabenschrey annonce une pause scénique temporaire. Cependant, leur concert au festival de Veldensteiner en juillet 2014 devient un concert d'adieu. Le groupe travaille toujours sur l'enregistrement de l'album MetalAlter ; la production débute à l'automne 2014, et la date de sortie n'est pas encore annoncée. L'album finit par sortir en 2017.

## Membres
- Peter Herbertz - chant, percussions, davul, guitare basse
- Ragnar - guitare basse
- Thomas Zink - batterie
- Christopher Wandel - bouzouki, flûtes, percussions

## Discographie
- 2001 : Der verwunschene Eichenwald
- 2002 : Zeitlose Barden
- 2004 : Heidenspaß und böse Zungen
- 2006 : Donnerhall
- 2007 : Neue Heiden
- 2008 : In neuem Gewand
- 2009 : Auf den Fersen
- 2009 : Unvollkommen
- 2010 : Live
- 2010 : Exzessivus
- 2012 : Hart aber ehrlich